# ملینس د ری
ملینس د ری (به اسپانیایی: Molins de Rei) یک شهرداری در اسپانیا است که در استان بارسلون واقع شده‌است.

## خصوصیات
ملینس د ری ۱۵٫۹۱ کیلومترمربع مساحت و ۲۴٬۰۶۷ نفر جمعیت دارد و ۳۷ متر بالاتر از سطح دریا واقع شده‌است.